# Ruta 15 (Uruguay)
La ruta 15 es una de las rutas nacionales de Uruguay. Atraviesa el departamento de Rocha desde la ciudad de La Paloma (al sur), hasta la localidad de Cebollatí (al norte).
Por ley 13505 del 4 de octubre de 1966 se designó a esta ruta con el nombre del Javier Barrios Amorín, en el tramo comprendido entre la ciudad de La Paloma y la ruta 9.

## Trazado
Esta carretera pertenece a la red vial secundaria de Uruguay y presenta dos tramos, el primero de ellos entre la ciudad de La Paloma y la ruta 9, y el otro entre la ciudad de Rocha y la localidad de Cebollatí.
En su recorrido atraviesa las siguientes localidades:
- La Paloma
- Rocha
- Parallé
- Velázquez
- Lascano
- Cebollatí

### Recorrido y paisaje
Esta carretera atraviesa diferentes paisajes del departamento de Rocha a lo largo de todo su recorrido.

#### La Paloma-Rocha
El primer tramo de esta carretera, se inicia en el balneario de La Paloma y finaliza en la ciudad de Rocha y corresponde a zonas de praderas, el terreno se caracteriza por ser bajo con una altura inferior a los 50 m s. n. m.
La carretera nace de la Avenida Nicolás Solari de La Paloma y luego de unos 25 km ingresa a la ciudad de Rocha a través de la calle José Batlle y Ordóñez, donde además empalma con la ruta 9.

#### Rocha-Lascano
El siguiente tramo comienza en la ciudad de Rocha, donde la carretera hace su salida a través de la calle Dr. F. Martínez Rodríguez. Abandonando la ciudad, la carretera atraviesa unos pocos km de praderas para luego zigzaguear por terrenos más altos y con afloramientos rocosos, atravesando la cuchilla de los Píriz y la cuchilla de Spalato.
Ya en el km 80 se encuentra la localidad de Velázquez, reconocida como «Capital histórica del departamento». En sus cercanías se encuentra la primera pulpería del caudillo nacionalista Bernardo Olid y la casa del poeta y periodista Constancio C. Vigil. A 6 km de la ciudad está el lugar donde se libraron las batallas de India Muerta. Cerca de la ciudad de Velázquez se encuentra el lago de la represa de India Muerta, donde se puede pescar y realizar deportes náuticos (kayak, canoa, windsurf).
Continuando hacia el norte y hasta la ciudad de Lascano se alternan zonas llanas de praderas y serranías. En el empalme de las rutas 14 y 15 se sitúa la ciudad de Lascano, conocida como «la Capital del arroz». En ella se asientan dos de las principales cerealeras de Uruguay.

#### Lascano-Cebollatí
El último tramo de esta carretera se caracteriza por recorrer terrenos bajos (alturas inferiores a 50 m s. n. m.), donde abundan las plantaciones de arroz.
En el km 187 de la ruta 15, se encuentra la localidad de Cebollatí, ubicada sobre la margen del río Cebollatí, lugar privilegiado por la naturaleza con más de 700 especies vegetales, entre ellas el ceibo de flores blancas, una especie única. En las orillas del río se encuentra la Barra del río Cebollatí, un mirador de monte ribereño. Es en esta localidad donde finaliza esta carretera.

## Estado de la carretera
El estado de la carretera depende del tramo, no es el mismo en todo su recorrido.
Estado y tipo de construcción de la carretera según el tramo 
| Tramo                              | Tipo de Construcción   | Estado    |
| ---------------------------------- | ---------------------- | --------- |
| La Paloma - Rocha                  | Carpeta Asfáltica      | Muy bueno |
| Rocha - Lascano                    | Tratamiento bituminoso | Bueno     |
| Lascano - Empalme con Ruta Nº 19   | Tratamiento bituminoso | Bueno     |
| Empalme con Ruta Nº 19 - Cebollatí | Tosca                  | Bueno     |